# カーティス・ブレア
カーティス・ブレア（Curtis Blair、1970年9月24日 - ）は、NBAのレフェリー(審判員)。アメリカ合衆国・バージニア州ロアノーク出身。2008-09シーズンより現在に至るまでNBAでレフェリーを務めている。"背番号は74番"。2013-2014シーズン終了時で、レギュラーシーズンで、300試合以上、プレーオフ、ファイナルでの経験はない。

## 経歴
191cm、84kgのブレアは、ポイントガードとしてリッチモンド大学でプレーし、1992年のNBAドラフトでヒューストン・ロケッツから2巡目53位で指名を受けたが、NBAプレーヤーとなることはなかった。
短い期間の海外でのプレーの後、NBAのレフェリーとなった。